# Prostitutie in Duitsland
Periode tot het jaar 800: zie Geschiedenis van de prostitutie. 

## Hoge en late middeleeuwen

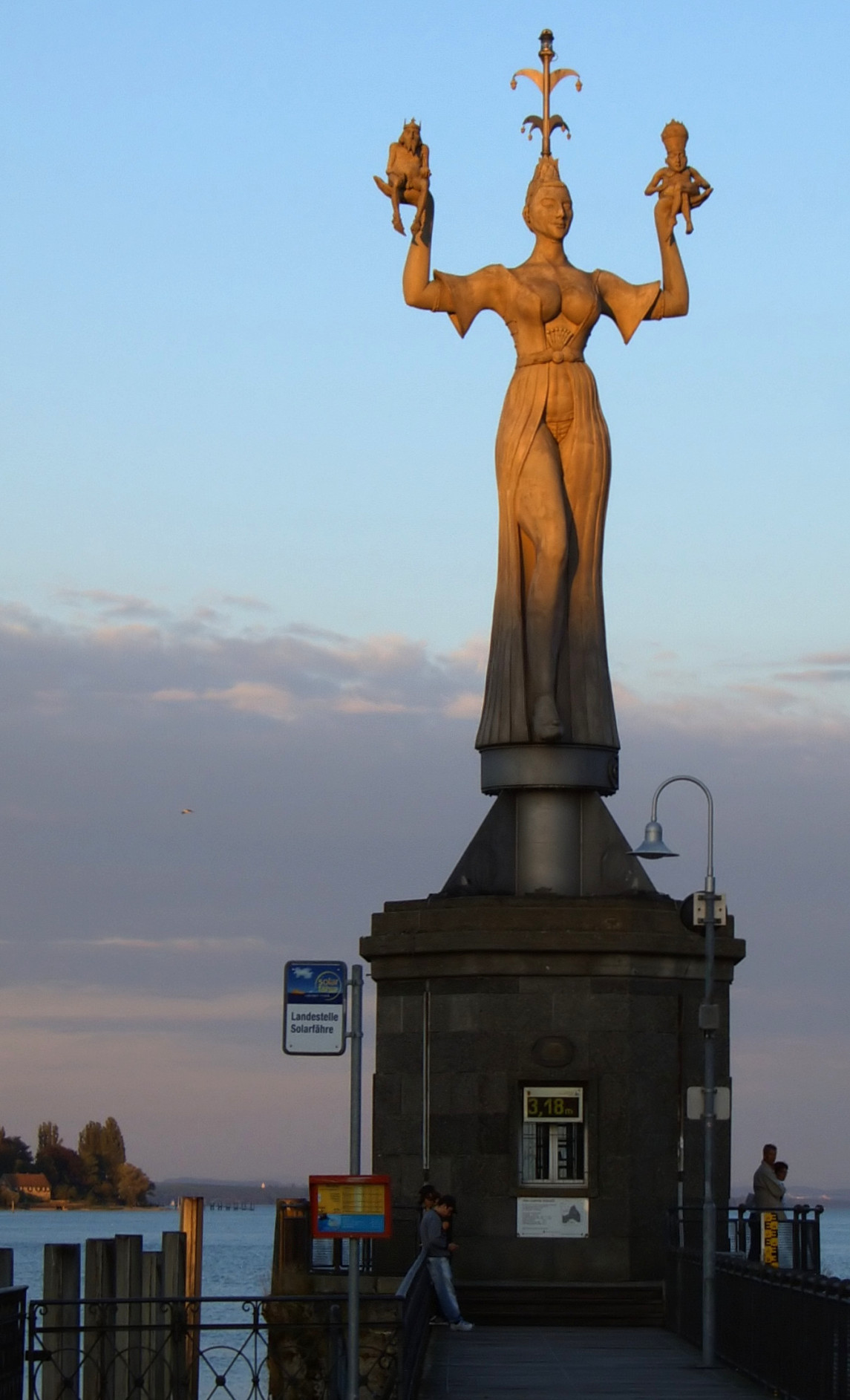
Van 1414 tot 1418 wordt in de stad Konstanz het concilie van de Rooms-Katholieke Kerk gehouden, bijeengeroepen door
Sigismund, de toekomstige keizer.
In de kleine stad komen zo’n 20.000 vreemdelingen bijeen: toekomstige keizer, drie rivaliserende pausen, 330 kardinalen en waardigheidsbekleders, 900 koninklijke en stedelijke afgezanten, honderden geleerden, allen met gevolg.
Volgens ooggetuigen komen ook zo’n duizend prostituees en courtisanes op het evenement af, om een graantje mee te pikken. In een verhaal van Honoré de Balzac is Impéria een courtisane op dat concilie, begeerd door kardinalen en vorsten, en de eigenlijke heerseres van het concilie.
Deze gegevens inspireerden beeldhouwer Peter Lenk tot dit negen meter hoge beeld Imperia dat sinds 1993 het havenhoofd van Konstanz siert. Het toont een welgevormde, uitdagend geklede vrouw die op haar handen twee dwergachtige mannetjes draagt, naakt afgezien van de symbolen van hun macht: de keizer met rijkskroon en rijksappel, en de paus met tiara.
Het beeld draait langzaam in drie minuten om de eigen as. (Detailfoto’s via voetnoot.)

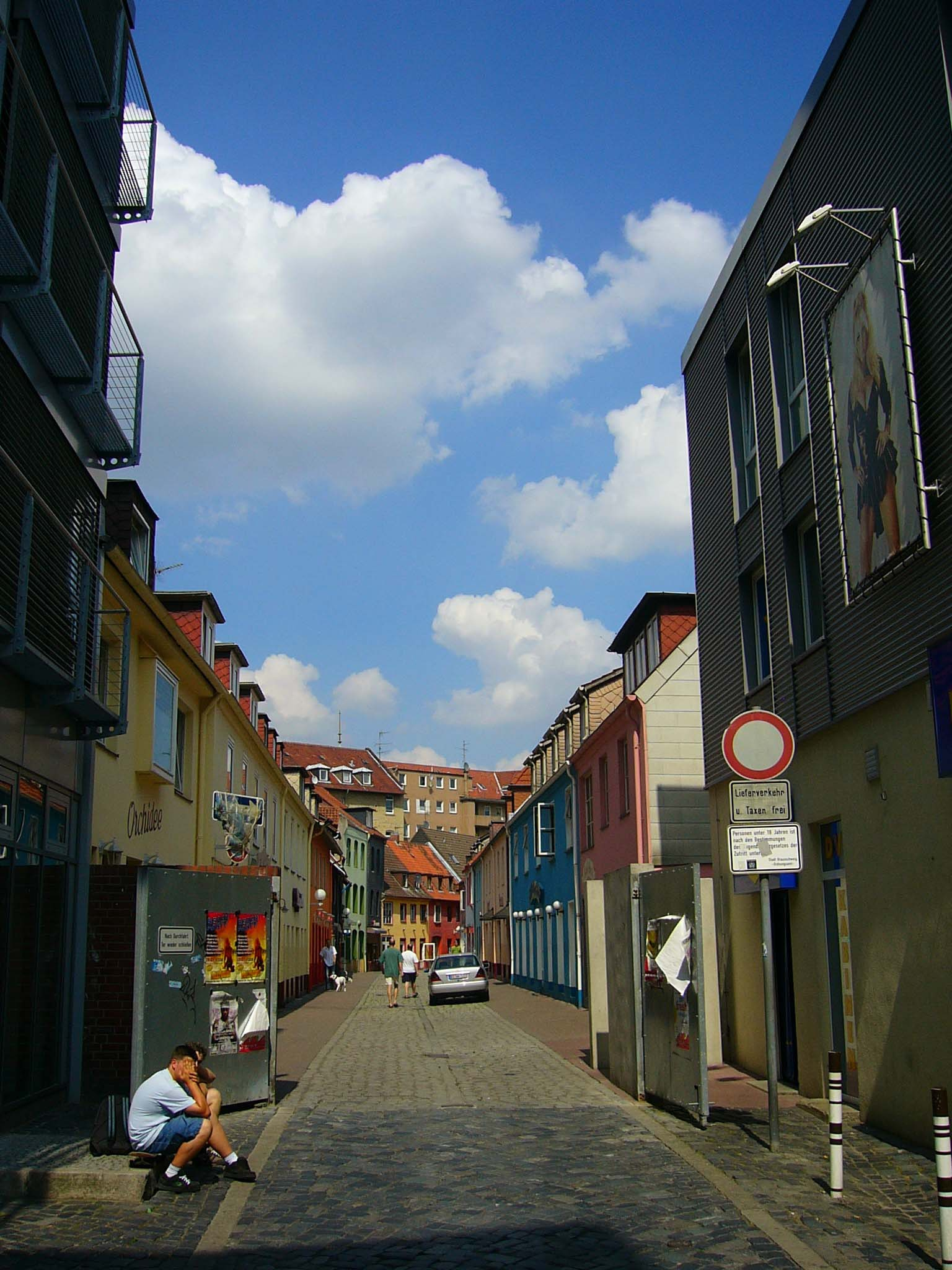
Rosse buurt in Braunschweig (Bruchstraße). Tijdens bedrijfsuren afgesloten met een hekwerk. Hier vindt volgens bronnen sinds de middeleeuwen prostitutie plaats.

In de achtste en negende eeuw bestonden in het oostelijke Frankische Rijk ‘vrouwenhuizen’ (Frauenhäuser) op landgoederen en in dorpen, waar vrouwen en meisjes van lijfeigenen onder toezicht allerlei handwerk verrichten. Het werden ook oorden waar edelen en ridders en overige mannen heen gingen om, al of niet tegen betaling, erotisch genot te zoeken. Vanaf de elfde eeuw staan stadsbestuurders in de Duitse landen toe dat ‘vrouwenhuizen’ expliciet voor het doel van prostitutie worden gesticht, en leggen de uitbater van zo’n etablissement dan een specifieke belastingaanslag op. Weer iets later beginnen stadsbesturen ook zelf zulke lustoorden te stichten. Het onderbrengen van rondzwervende bedelaressen en trosdeernen in zulke huizen is een uitkomst voor sommige van deze vrouwen, voor de stedelingen met behoefte aan prostitutie, én voor de stedelijke schatkist. Zowel in de particuliere als in de overheids-prostitutiehuizen houdt het stadsbestuur enig toezicht op de goede behandeling van de daar werkende vrouwen.
Prostitutie is zodoende gereguleerd en legitiem, maar tegelijkertijd wordt zij door minstens een deel van de publieke opinie moreel veroordeeld.
Rond de 13e eeuw komen de bestaande vrouwenhuizen meer in handen van de stedelijke overheden, en tot eind 15e eeuw komen er veel vrouwenhuizen bij, ook in kleinere steden.

## 16e en 17e eeuw: christelijke ijver
In de 16e eeuw gaat men in het Heilige Roomse Rijk, zoals in meer delen van Europa (zie Geschiedenis van de prostitutie), vanwege strengere christelijke zedelijkheidsopvattingen en de syfilis-epidemie over tot onderdrukken van iedere vorm van prostitutie. De heersende opvatting is dat de overheid het recht maar ook de plicht heeft de gelukzaligheid van de onderdanen te bevorderen, en daarom moet optreden tegen prostitutie.
In 1530 verbiedt keizer Karel V de exploitatie van vrouwenhuizen in het hele rijk, in 1532 stelt hij zware straffen op het herbergen van  “Bübinnen”  (misdadige vrouwen). Ook kerkhervormer Luther dringt aan op sluiten van bordelen. Tegen prostituees worden harde, soms gruwelijke straffen uitgevaardigd: ‘liederlijke’ of ‘ontuchtige’ vrouwen bij de stadspoort aan een houten ezel binden ter beschimping; afranseling met de roede en verbanning uit de stad; bij illegaal terugkeren naar de stad vingerafhakking, oorafsnijding, of onthoofding. De harde vervolging houdt op sommige plaatsen aan tot eind 17e eeuw, maar eind 17e eeuw bloeit desondanks zowel de prostitutie als het maîtressewezen.
Ook Berlijn laat in 1690 alle bordelen sluiten. Het werkt averechts: het bordeelwezen verspreidt zich over voorheen prostitutievrije stadsdelen, in geheime bordelen en kroegen en cafés. In 1711 voert het stadsbestuur dan toch maar weer een bordeelreglement in, en keert daarmee terug naar een vorm van legale regulering.

## 1701 – 1871: tolerantie en repressie
In de 18e eeuw breekt in Pruisen – de machtigste Duitse staat – ten aanzien van prostitutie enige tolerantie door. De bevoegdheden van de zedenpolitie worden geleidelijk ingeperkt, en er ontwikkelt zich, vergelijkbaar met de middeleeuwen, weer een systeem van door de staat getolereerde en bevoorrechte bordelen, die nu zelfs ook onder medische controle staan. In 1780 telt Berlijn op 140.000 inwoners 100 bordelen met 800 prostituees, en daarnaast zelfstandig werkende, duurdere prostituees.
In het Pruisisch wetboek uit vermoedelijk 1792
staat (§999): “liederlijke vrouwen die met hun lichaam een nering willen drijven moeten zich in een hoerenhuis onder staatstoezicht begeven”, en (§1023): “vrouwen die van hoererij hun beroep maken en zich niet uitdrukkelijk onder politietoezicht begeven moeten worden opgepakt en tot drie maanden tuchthuisarbeid worden veroordeeld”.
Van de andere Duitse landen is over het 18e-eeuwse prostitutiebeleid geen informatie bekend.
In een politiek rumoerige tijd en onder de als streng-zedelijk bekendstaande koning Friedrich Wilhelm III neemt Pruisen in 1809 maatregelen tegen de bordelen, kennelijk om de syfilis in te dammen; vervolgens wordt besloten geen nieuwe bordeelconcessies meer uit te geven. In 1810 zijn er in Berlijn nog 43 publieke huizen (öffentliche Häuser). In 1839 concentreert de politie de nog resterende 33 bordelen in één straat, deze ontwikkelt zich tot centrum van illegale activiteit, waarop vele prostitutieklanten de buurt mijden, en de clandestiene prostitutie elders in de stad verder toeneemt.
In 1846 beveelt Pruisen de sluiting van alle bordelen, in 1851 wordt alle prostitutie weer verboden. Daarmee vervalt de mogelijkheid tot controle op prostituees. De syfilisbesmetting in Pruisen neemt toe.
Andere Duitse staten en steden nemen in de 19e eeuw eveneens weer maatregelen tegen prostitutie. Op zeker moment is in Saksen, Württemberg, Beieren, Thüringen en Hannover iedere beroepsmatige ontucht (weer) strafbaar.

## Keizerrijk, Weimar-republiek, Derde Rijk

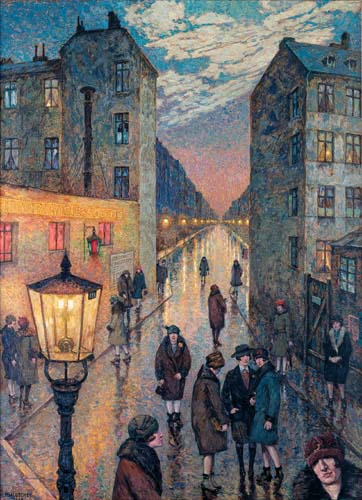
Großstadtwinkel (Dirnenwinkel) (= ‘tippelzone in de grote stad’). Hans Baluschek, olie op doek, 1929.

Het in 1871 gestichte Duitse Keizerrijk vervangt het algemene verbod op prostitutie door een bordeelverbod en tevens een reglementering voor zelfstandig werkende prostituees. Het bordeelverbod staat in strafwetboek § 180 en 181: het is verboden om als gewoonte of uit eigenbelang de “ontucht” van een ander te bevorderen. De reglementering staat vanaf 1876 in §361-6: een prostituee kan slechts straffeloos haar “beroepsmatige ontucht” bedrijven als ze als prostituee geregistreerd staat bij de politie en zich houdt aan gestelde gedragsvoorschriften. Deze houden ten minste in tweemaalwekelijkse medische controle, verder bijvoorbeeld voorschriften voor waar ze mag wonen, een verbod op het bezoeken van theaters en parken, enzovoort.
Tijdens de Eerste Wereldoorlog organiseert de regering echter zelf bordelen in de frontzones.

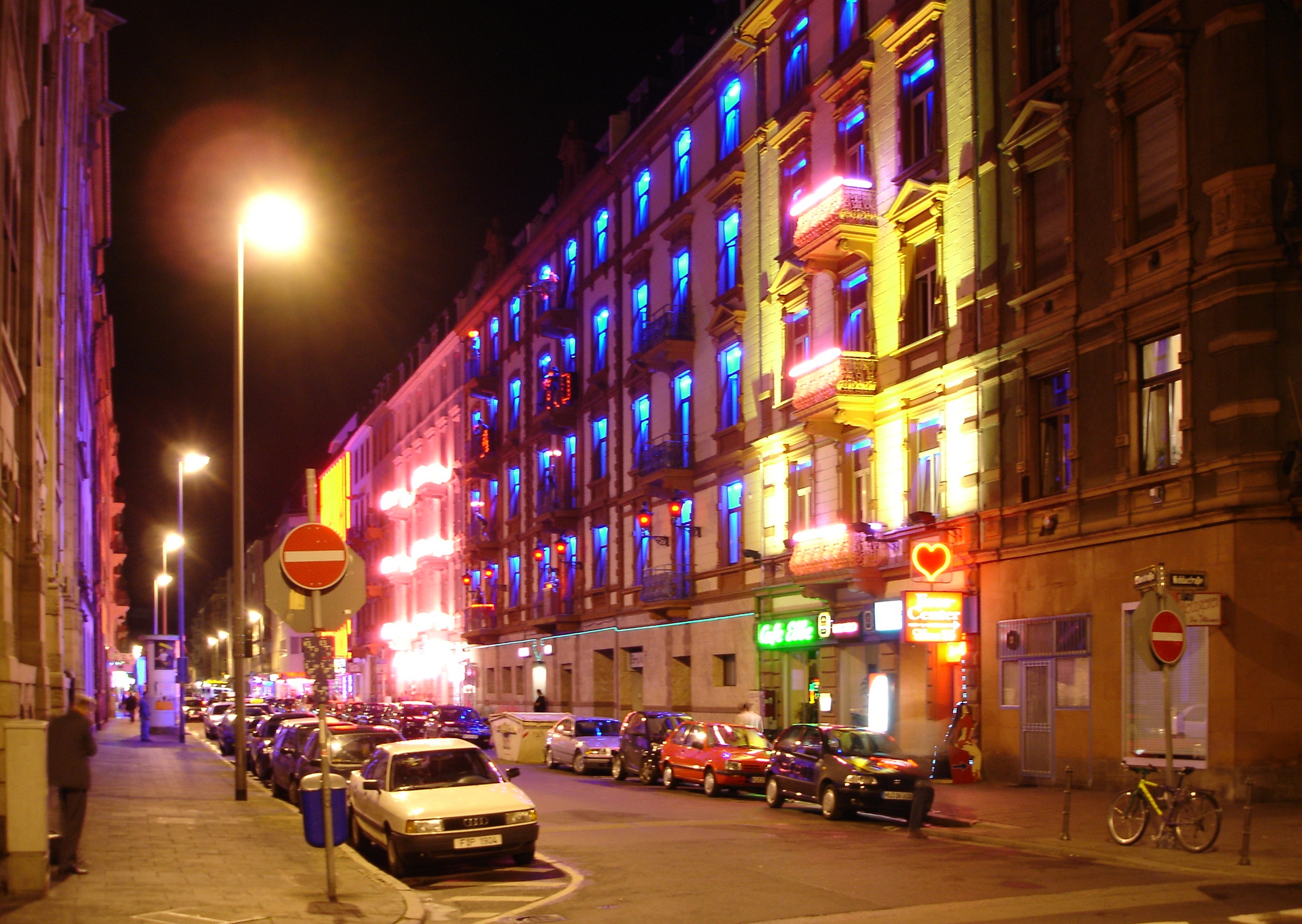
Rosse buurt Frankfurt, 2005.

In 1925 telt Berlijn op een bevolking van vier miljoen mensen, 6200 ingeschreven prostituees.
Na tientallen jaren van allerlei protesten tegen dit systeem van reglementering – het zou te weinig helpen tegen de ontucht, of het zou te weinig helpen tegen de geslachtsziekten, of het zou de mensenrechten van de gevallen meisjes krenken, etc. – schrapt de regering in 1927 artikel §361-6, maar stelt daarvoor in de plaats in §361-6 en 361-6a, dat “beroepsmatige ontucht” niet mag worden bedreven bij kerken, bij scholen of in een huis waar kinderen wonen, en dat ook openlijk aanstootgevend uitnodigen tot ontucht strafbaar is. Via §327 van de strafwet en een nieuwe Wet tot Bestrijding van Geslachtsziektes (GBG) kunnen prostituees nog steeds gedwongen worden tot medische controles. Een nieuwe uitzonderingsbepaling in §180 maakt het mogelijk om aan een thuiswerkende prostituee/-é een woning te verhuren, mits deze huurder niet wordt uitgebuit of wordt aangespoord tot “ontucht”.
Vanaf september 1939 organiseert de regering, in het belang van haar soldaten die grote behoefte hebben aan prostitutie, huizen van plezier onder controle van politieartsen. Voor prostituees die daar niet aan willen meewerken dreigt opsluiting in een concentratiekamp wegens “asocialiteit”.

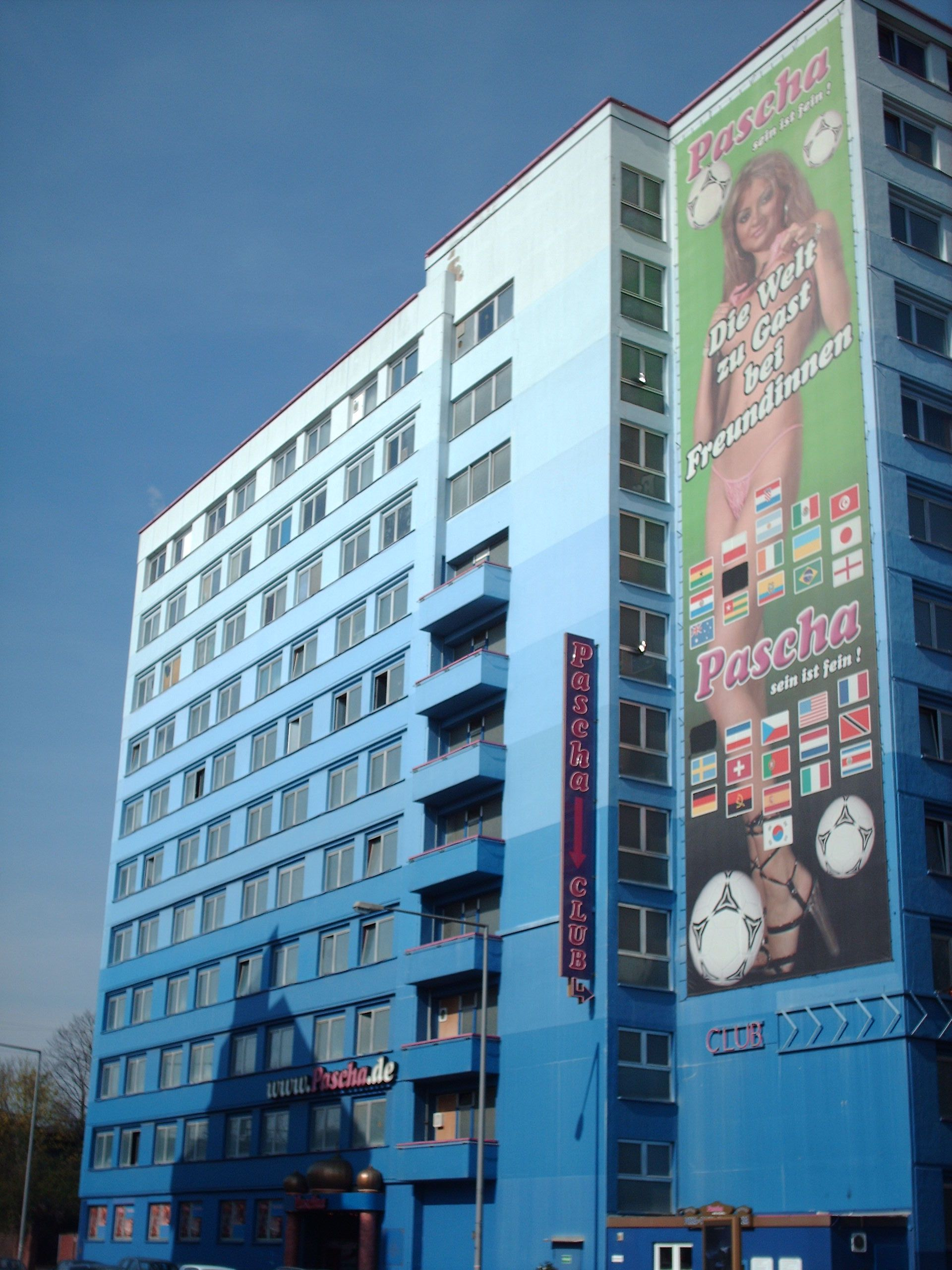
Pascha Club (bordeel) in Keulen, april 2006 vlak voor het WK voetbal

## Bondsrepubliek en DDR
Na een chaotische naoorlogse periode herstelt de Bondsrepubliek Duitsland rond 1953 het systeem van reglementering zoals dat tot 1939 in Duitsland van kracht was, inclusief verplichte medische controles van prostituees/-és.
In 1957 telt de Bondsrepubliek volgens enkele kranten 20.000 Kontrollmädchen en 30.000 heimelijke prostituees.
In Oost-Duitsland (DDR) is intussen prostitutie als “asociaal gedrag” geheel verboden. In 1990 zal de DDR zich echter aansluiten bij de Bondsrepubliek.
In 1973 worden strafwetartikelen §180 en 181 geheel herschreven tot § 180, 180a en 181. Prostitutie heet nu ‘prostitutie’ en niet langer ‘ontucht’, maar verder verandert aan de verbodsbepalingen niets wezenlijks.
In 1974 worden §361-6 en 361-6a vervangen en afgezwakt tot §184a: wie een door rechter of overheid uitgevaardigd verbod tot prostitutie op een bepaalde plaats en eventueel tijd herhaaldelijk overtreedt kan gestraft worden met celstraf.

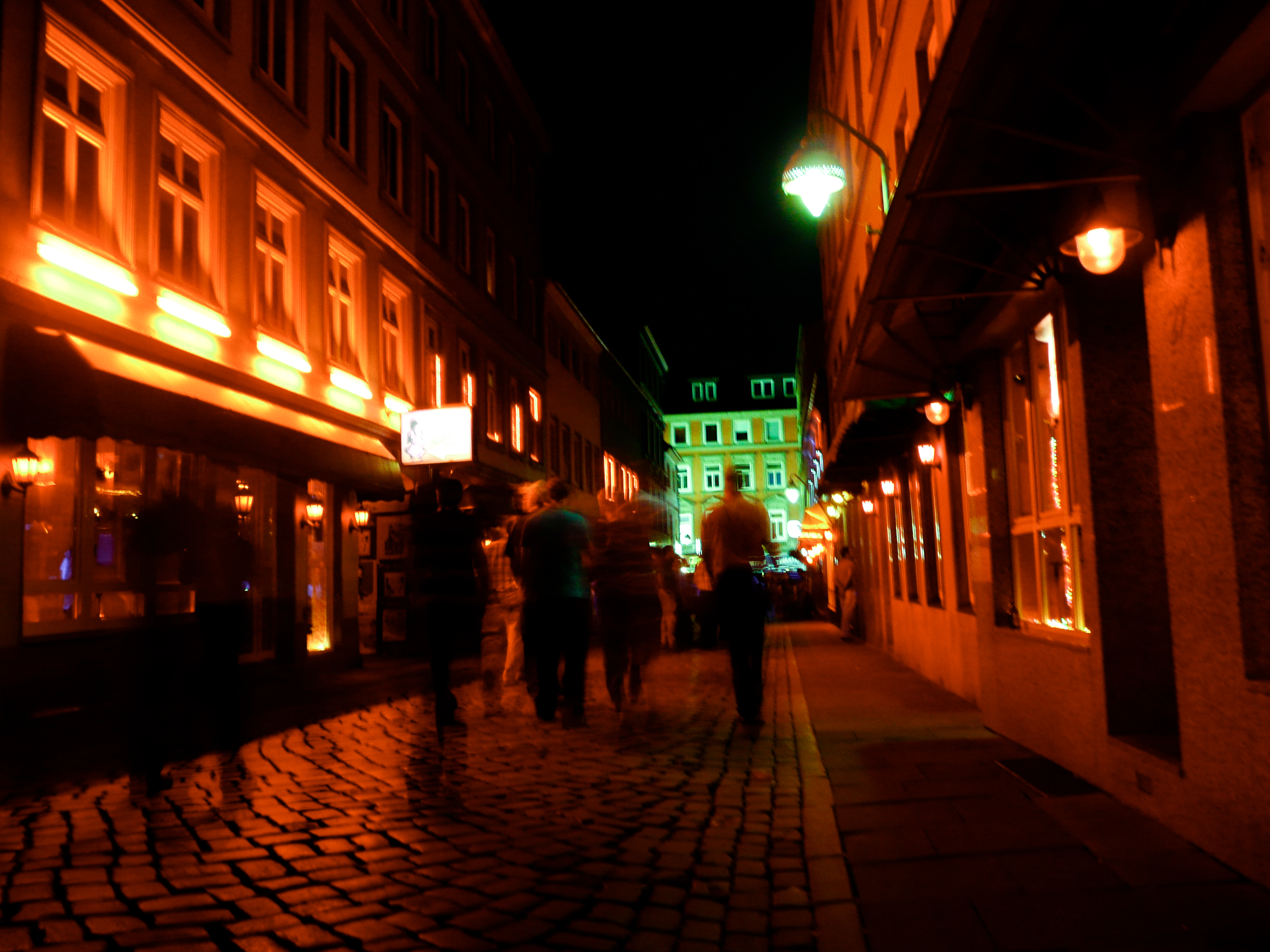
Raamprostitutie in Herbertstraße, Hamburg, 2008.

In 1992 wordt §180a-III afgezwakt tot het nieuwe §180b. Daarmee wordt aanwerven van een volwassene tot prostituee legitiem tenzij daarbij geweld of list wordt gebruikt (§181) of de potentiële prostituee zich in een dwangsituatie bevindt of hulpeloos is ten gevolge van verblijf in een vreemd land (§180b).

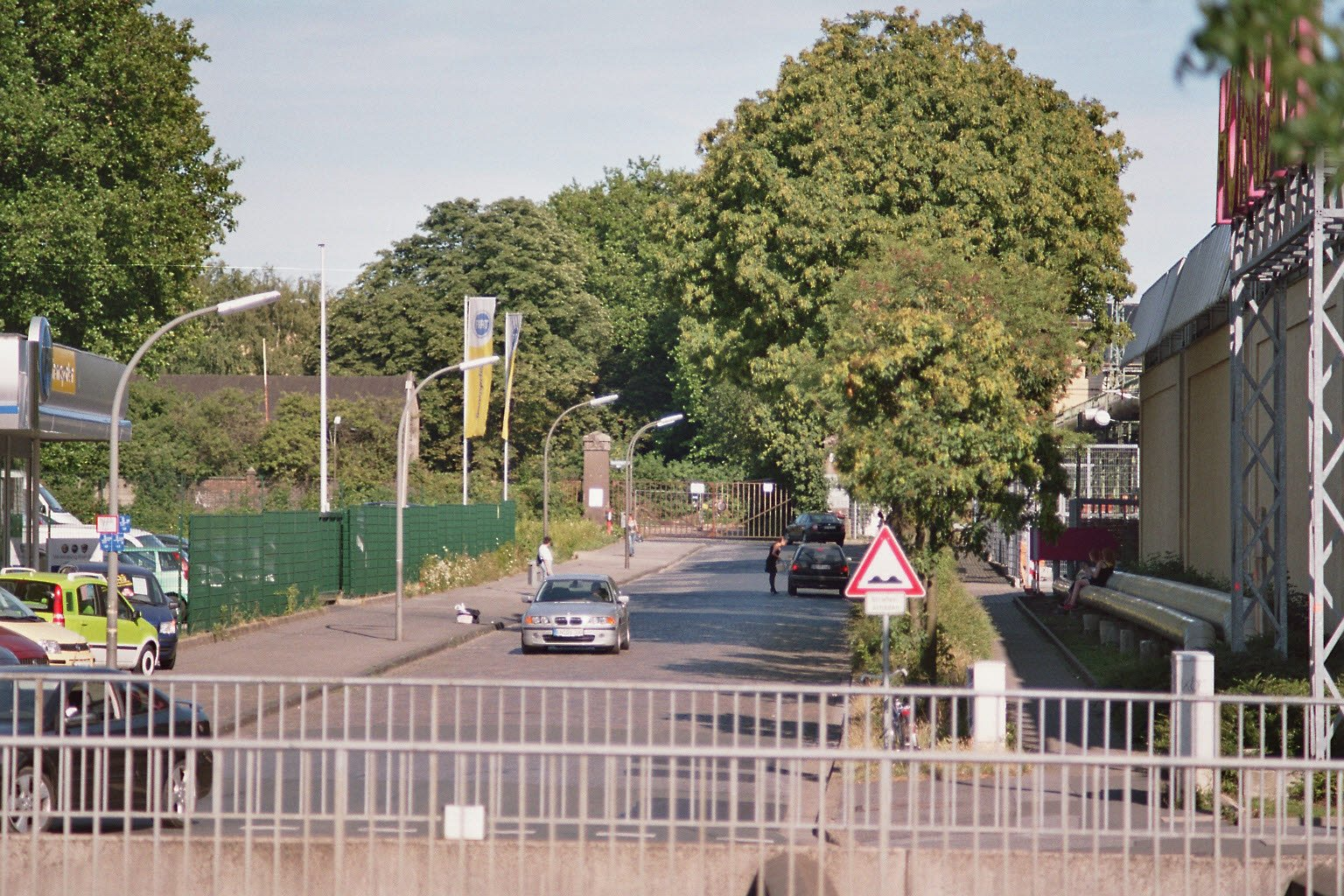
Tippelzone in Dortmund, Mindener Straße (foto 2006).

Een officiële tippelzone (zie Tippelzones in Duitsland) functioneert sinds 2001 in Keulen en sinds 2009 in Essen; sinds 2001 is er ook een tippelzone in Dortmund, waarvan de officiële status niet duidelijk is.
In 2002 wordt het bordeelverbod (§180-a-I-2) geschrapt, en bepaalt een aparte Prostitutiewet dat een prostitutie-overeenkomst resulteert in een rechtsgeldige vordering op betaling, en dat prostituees/-és toegang moeten hebben tot ziektekosten-, werkloosheids- en pensioenverzekeringen. Vermoedelijk vervallen nu de verplichte medische controles van prostituees. Adverteren voor prostitutie blijft wel strafbaar.
In 2006 verklaart het Bundesgerichtshof het algemene verbod op adverteren voor prostitutie ongeldig: zulke advertenties zijn alleen nog strafbaar als ze hinderlijk of grof aanstootgevend zijn of de jeugd schaden.

## Actuele situatie
Kansarme studentes in Duitsland prostitueren zich soms om hun studies aan een hogeschool te kunnen betalen.
- Uitbuiting van een prostituee/-é of potentiële prostituee/-é is strafbaar gesteld in strafwetboek[32] § 180a-I, 180a-II-2, 181a en 232.

Met betrekking tot jeugdigen geldt bovendien:
- Strafbaar is de prostitutieklant ouder dan 18 jaar van een prostituee/-é jonger dan 18 jaar (§182-2).
- Strafbaar is bemiddelen of bevorderen van prostitutie van iemand jonger dan 18 jaar (§180-2) of hem/haar daarvoor ruimte beschikbaar stellen (§180a-2-1).
- Strafbaar is iemand jonger dan 21 jaar brengen tot aanvangen of voortzetten van prostitutie (§232-1).

### Raamprostitutie
Raamprostitutie vindt in ieder geval plaats in Aken, Bochum,
Bremen (Helenenstraße), Braunschweig
(Bruchstraße),
Dortmund, Essen, Hamburg
(Reeperbahn, Herbertstraße), Karlsruhe en Mannheim
(Lupinenstraße),
vermoedelijk ook in Hagen, Minden en Düsseldorf(Hinter de Bahn Dam).

### Eroscenters
In Frankfurt am Main (Bahnhofsviertel), Duisburg, Oberhausen en Keulen (Laufhaus Pascha) vindt prostitutie plaats in Eroscenters: eigenlijk raamprostitutie, maar dan binnen, in grote flatgebouwen.

### Bordelen
Verder bevinden zich bordelen in Berlijn,
twee in Halle an der Saale,
en een in Stuttgart.